# ان‌جی‌سی ۴۶۶۶
ان‌جی‌سی ۴۶۶۶ (انگلیسی: NGC 4666) نام یک کهکشان مارپیچی در صورت فلکی دوشیزه است.